# Natura morta con frutta e fiori
Natura morta con frutta e fiori è un dipinto attribuito a Pierre Andrieu. Eseguito tra il 1850 e il 1863, è conservato alla National Gallery di Londra.

## Attribuzione e provenienza
Come testimoniato da un cartiglio apposto sul retro della tela, l'opera venne rinvenuta nello studio di Eugène Delacroix dopo la sua morte, avvenuta nel 1863. La somiglianza stilistica con un altro dipinto firmato di Pierre Andrieu, allievo di Delacroix, è alla base dell'attribuzione. Nel 1964 fu acquistata dalla galleria londinese.